# Sitio de Stralsund (1807)
El sitio de Stralsund tuvo lugar entre el 30 de enero y el 24 de agosto de 1807, donde las tropas del Primer Imperio francés trataron de capturar la ciudad portuaria de Stralsund de la guarnición de 15,000 soldados suecos bajo el mando del Teniente General Hans Henric von Essen. Durante el primer intento, el Mariscal Édouard Adolphe Casimir Joseph Mortier bloqueó la ciudad por dos meses antes de ser llamado a otra ubicación. En su ausencia, los suecos pudieron repeler lo que era una fuerza de bloqueo inferior. Luego de que Mortier regresó y volvió a empujar a las tropas de Essen, los dos bandos rápidamente acordaron un armisticio. La tregua fue repudiada más adelante por el Rey Gustavo IV Adolfo de Suecia, en contra del Mariscal Guillaume Marie Anne Brunne, quién lideró 40,000 solados franceses, alemanes, españoles, italianos y holandeses contra la fortaleza. Asustados por su vasta inferioridad numérica, los suecos abandonaron el puerto del mar Báltico de Stralsund a manos de la alianza durante la Guerra de la Cuarta Coalición, parte de las Guerras Napoleónicas. Como consecuencia de esto, Suecia también perdió la isla cercana de Rügen.

## Preludio
Suecia se había establecido en Stralsund desde la batalla de Stralsund (1628), y en el resto del Ducado de Pomerania desde la firma del Tratado de Stettin (1630). Para el momento de la firma de la Paz de Wesfalia (1648) y el Tratado de Stettin (1653), el ducado había sido particionado en un sector sueco, que incluía a Stralsund, y una parte Bradenburguesa-prusiana. Luego de haber sufrido modestas pérdidas en 1679 en el Tratado de Saint-Germain-en-Laye (Kamień Pomorski y Gryfino). La Pomerania Sueca se vio reducida al área norte del río Peene con Greifswald, Stralsund y Rügen en el Tratado de Estocolmo en 1720.
Cuando Napoleón Bonaparte comenzó a expandirse hacia el este durante las guerras napoleónicas, el Reino de Suecia, inicialmente, mantuvo una posición neutral. No obstante, en 1805, Gustavo IV Adolfo de Suecia entró en la Guerra de la Tercera Coalición en el lado antifrancés, principalmente para tomar Noruega de los aliados daneses de Napoleón. Sus ambiciones noruegas se vieron frustradas debido a varias derrotas militares y diplomáticas.